# Щелчков Олександр Іванович
Олександр Іванович Щелчков (рос. Александр Иванович Щелчков; нар. 12 (25) серпня 1906, Москва — пом. 9 січня 1970, Ростов-на-Дону) — радянський футбольний суддя. Суддя всесоюзної категорії (1934). Двічі входив до списку найкращих суддів країни: 1948 і 1949.
Грав на позиції захисника за московські команди: АКС — у 1925 році, «Металісти» — 1926, РКІМ — 1927—1930, «Серп і молот» — 1931—1933.
У 1933—1951 (за іншими даними — до 1956) судив ігри першості й Кубка СРСР, провів 78 матчів вищої ліги. Суддівство поєднував з тренерською роботою: у 1938-39 і 1949—1950 старший тренер «Динамо» (Ростов-на-Дону), у 1951-1970 — тренер і начальник команди «Ростсільмаш» (Ростов-на-Дону).